# USS Telesforo Trinidad (DDG-139)
El USS Telesforo Trinidad (DDG-139) será el 89.º destructor de la clase Arleigh Burke (Tramo III) de la Armada de los Estados Unidos. El 19 de mayo de 2022 el secretario de la Marina Carlos del Toro anunció su nombre USS Telesforo Trinidad, en honor a un marino que se convirtió en el único filipino condecorado con la Medalla de Honor.

## Construcción
Será construido por Bath Iron Works (General Dynamics) de Bath, Maine.